# فریده کاستراتی
فریده کاستراتی (انگلیسی: Feride Kastrati؛ زادهٔ ۲۳ مهٔ ۱۹۹۳) بازیکن فوتبال اهل آلبانی است.
وی همچنین در تیم ملی فوتبال Kosovo بازی کرده‌است.